# Bicyclus carcassoni
Bicyclus carcassoni är en fjärilsart som beskrevs av Condamin 1963. Bicyclus carcassoni ingår i släktet Bicyclus och familjen praktfjärilar. Inga underarter finns listade i Catalogue of Life.